# Luana Florencia Muñoz
Luana Florencia Muñoz (Avellaneda, Buenos Aires, 22 de enero de 1999) es una futbolista argentina que actualmente juega en el equipo de Celtic Women de la Scottish Women's Premier League.
Anteriormente jugó en River Plate , UAI Urquiza, Texas Tech Red Raiders y Racing Club.
Es defensora y desde 2014 forma parte del plantel de la Selección Argentina.

## Trayectoria
Los inicios en el fútbol se remontan a los 6 años,  en Avellaneda, su ciudad natal. Considera que su gusto por el fútbol está relacionado con el recorrido profesional de su abuelo por las canchas de fútbol 11 de Argentina y de Colombia.
Su recorrido profesional comenzó en el 2012 en el Club Atlético River Plate donde compartió plantel con la futbolista Mariana Larroquette, actual jugadora de la Selección femenina de fútbol de Argentina.
Su primera participación en la Selección femenina de fútbol de Argentina fue en 2014, en el Campeonato Sudamericano Femeninos Sub-20 en Uruguay y por su destacada participación, con 16 años comenzó a formar parte de la selección mayor. 
Jugó un año y medio en UAI Urquiza, donde logró la clasificación a dos Copas Libertadores, y el galardón de un tercer puesto en la instancia disputada en la Copa Libertadores Femenina 2015 en la ciudad de Medellín, Colombia.
Su recorrido por clubes de Argentina y su paso por la Selección le abrieron las puertas de Estados Unidos, donde fue becada por la Universidad Tyler Junior College, donde estudia Administración Deportiva y representa a la institución en el equipo universitario de fútbol femenino.
En 2022 formara parte de la cobertura de la Copa Mundial de Fútbol de 2022 para DEPORTV.
El 7 de julio de 2023 ficha por el Celtic Women de la Scottish Women's Premier League luego de su paso por Racing Club.

## Biografía
Es una reconocida hincha del Racing Club de Avellaneda, y llegó a vivir en frente al Estadio Presidente Perón, principal sede deportiva del club.

## Selección nacional
| Campeonato                                                | Sede      | Resultado      | Partidos | Goles |
| --------------------------------------------------------- | --------- | -------------- | -------- | ----- |
| Campeonato Sudamericano Femenino Sub-20 de 2014           | Uruguay   | Fase de grupos |          | 0     |
| Campeonato Sudamericano Femenino Sub-20 de 2015           | Brasil    | Fase de grupos |          | 0     |
| Campeonato Sudamericano Femenino Sub-17 de 2016           | Venezuela | Fase de grupos |          | 0     |
| Campeonato Sudamericano Femenino de Fútbol Sub-20 de 2018 | Ecuador   | Fase de grupos |          | 0     |
| Juegos Suramericanos de 2018                              | Bolivia   | Fase de grupos |          | 0     |

## Clubes
| Club                   | País           | Año           |
| ---------------------- | -------------- | ------------- |
| River Plate            | Argentina      | 2013-2015     |
| UAI Urquiza            | Argentina      | 2015-2017     |
| Tyler Junior College   | Estados Unidos | 2016          |
| Texas Tech Red Raiders | Estados Unidos | 2017-2020     |
| Racing Club            | Argentina      | 2021-2023     |
| Celtic Women           | Escocia        | 2023-presente |